# Węzeł (symbol)
Węzeł – starożytny symbol posiadający liczne znaczenia:
- powiązanie – w buddyzmie rozwiązanie węzła oznacza oderwanie (mędrca) od problemów ziemskiej egzystencji;
- połączenie – węzły rodzinne;
  - miłość;
  - małżeństwo – zawiązywanie węzła było w różnych kulturach częścią rytuału zaślubin; w obrządku katolickim wiązanie rąk nowożeńców stułą;
- życie – węzeł oznacza skomplikowane ludzkie losy, jego rozwiązanie – śmierć;
- nieśmiertelność – amulet egipski: węzeł Izydy; chiński znak długowieczności; hinduski symbol wiecznej reinkarnacji;
- ochrona – u Arabów zawiązanie kosmyka włosów (lub brody) chroniło od „złego oka”;
- komplikacja;
- przeszkoda – przecięcie węzła gordyjskiego to symbol radykalnego rozwiązania problemu, ale również brutalności w postępowaniu;
- kłopot – zawiązanie węzełka służy przypomnieniu o (ważnej) sprawie;
- tajemnica – „zawiązać węzeł a końce (sznura) wsadzić w wodę” oznacza zatajenie sprawy.